# Flaga Sarku
Flaga wyspy Sark jest flagą częściowo wzorowaną na fladze Anglii - zawiera czerwony krzyż św. Jerzego, patrona Anglii. W kantonie znajdują się dwa złote lwy. Została opracowana w 1938 roku przez Herberta Pitta na zlecenie damy (władczyni) wyspy Sark, Sybil Mary  Hathaway (1884-1974).